# آگوستین ولیدو
آگوستین ولیدو (انگلیسی: Agustín Valido; ۳۱ ژانویهٔ ۱۹۱۴ – ۲۳ فوریهٔ ۱۹۹۸ (۸۴ سال)) بازیکن فوتبال اهل آرژانتین بود.
از باشگاه‌هایی که در آن بازی کرده‌است می‌توان به باشگاه فوتبال لانوس، باشگاه فوتبال بوکا جونیورز، و باشگاه فوتبال فلامینگو اشاره کرد.